# Smog de Nova York em 1966
O smog de Nova York em 1966 foi um episódio de poluição do ar durante o qual o ar da cidade de Nova York ficou com níveis prejudiciais de vários poluentes tóxicos. Smog cobriu a cidade e seus arredores de 23 a 26 de novembro, coincidindo com o fim de semana do feriado de Ação de Graças daquele ano. Foi a terceira maior poluição atmosférica na cidade de Nova York, após eventos de escala semelhante em 1953 e 1963.
Em 23 de novembro, uma grande massa de ar estagnada sobre a Costa Leste dos Estados Unidos aprisionou os poluentes no ar da cidade. Por três dias, a cidade de Nova York foi engolfada por níveis perigosamente altos de monóxido de carbono, dióxido de enxofre, fumaça e neblina. Bolsões de poluição do ar invadiram a Região Metropolitana de Nova Iorque, incluindo partes de Nova Jersey e Connecticut. Em 25 de novembro, a poluição tornou-se grave o suficiente para que os líderes regionais anunciassem um "alerta de primeiro estágio". Durante o alerta, líderes de governos locais e estaduais pediram aos residentes e à indústria que tomassem medidas voluntárias para minimizar as emissões. Autoridades de saúde aconselharam as pessoas com problemas respiratórios ou cardíacos a permanecerem em casa. A cidade fechou incineradores de lixo, exigindo um transporte massivo de lixo para aterros. Uma frente fria dispersou a poluição em 26 de novembro e o alerta terminou.
Nos meses que se seguiram, pesquisadores médicos estudaram o impacto do smog na saúde. As autoridades municipais inicialmente sustentaram que a poluição não causou nenhuma morte, mas logo ficou claro que a poluição havia sido um grande desastre ambiental com graves efeitos de saúde pública. Um estudo publicado em dezembro de 1966 estimou que 10% da população da cidade sofreu efeitos adversos à saúde, como ardência nos olhos, tosse e dificuldade respiratória. Uma análise estatística publicada em outubro de 1967 descobriu que 168 pessoas provavelmente morreram por causa da poluição.
O smog catalisou uma maior consciência nacional da poluição do ar como um sério problema de saúde e questão política. O governo da cidade de Nova York atualizou as leis locais sobre o controle da poluição do ar. Impelidos pela poluição atmosférica, o presidente Lyndon B. Johnson e os membros do Congresso trabalharam para aprovar uma legislação federal regulando a poluição do ar nos Estados Unidos, culminando na Lei de Qualidade do Ar de 1967 e na Lei do Ar Limpo de 1970. A poluição atmosférica de 1966 foi um evento marcante que serviu de referência para comparação com eventos de poluição subsequentes, incluindo os efeitos na saúde da poluição dos ataques de 11 de setembro e incidentes de poluição na China.

#### Artigos de jornal
- Blomquist, Robert F. (2004). «In Search of Themis: Toward the Meaning of the Ideal Legislator—Senator Edmund S. Muskie and the Early Development of Modern American Environmental Law, 1965–1968». William and Mary Environmental Law and Policy Review. 28. 539
- Cohen, Arlan A.; Shy, Carl M.; Benson, Ferris B.; Riggan, Wilson B.; Newill, Vaun A.; Finklea, John F. (1971). «Air pollution episodes—a guide for health departments and physicians». HSMHA Health Reports. 86 (6): 537–550. JSTOR 4594226. PMC 1937135. PMID 4951783. doi:10.2307/4594226 – via ncbi.nlm.nih.gov
- Kuttler, Wilhelm (1979). «London-Smog und Los Angeles-Smog». Erdkunde (em alemão e inglês). 33 (3): 236–240. doi:10.3112/erdkunde.1979.03.07
- McCarroll, James (1967). «Measurements of Morbidity and Mortality Related to Air Pollution». Journal of the Air Pollution Control Association. 17 (4): 203–209. PMID 6038466. doi:10.1080/00022470.1967.10468968
- New York Academy of Medicine Committee on Public Health (1966). «Air Pollution and Health». Bulletin of the New York Academy of Medicine. 42 (7): 588–619. PMC 1806483. PMID 4160707 – via ncbi.nlm.nih.gov
- Podhora, Erik (2015). «Lessons For Climate Change Reform From Environmental History: 19th Century Wildlife Protection and the 20th Century Environmental Movement» (PDF). Journal of Environmental Law & Litigation. 30. 1. Consultado em 24 de setembro de 2016. Cópia arquivada (PDF) em 27 de setembro de 2016 – via uoregon.edu
- Reitze, Arnold W. Jr. (1999). «The Legislative History of U.S. Air Pollution Control». Houston Law Review. 36. 679
- Sanderson, H. Preston (1977). «Observations on Local and National Air Quality Indices» (PDF). The Science of the Total Environment. 8 (1): 39–51. Bibcode:1977ScTEn...8...39S. doi:10.1016/0048-9697(77)90060-2. Cópia arquivada (PDF) em 16 de novembro de 2018 – via EurekaMag.com

#### Relatórios e publicações do governo
- Cousins, Norman;  et al. (20 de junho de 1966). Freedom to Breathe: Report of the Mayor's Task Force on Air Pollution in the City of New York (Relatório)
- Fensterstock, Jack C.; Fankhauser, Robert K. (julho de 1968). «Thanksgiving 1966 Air Pollution Episode in the Eastern United States» (PDF). National Air Pollution Control Administration. National Air Pollution Control Administration Publication. AP series of reports (No. AP–45). Cópia arquivada (PDF) em 19 de abril de 2014 – via EPA.gov
- Johnson, Lyndon B. (30 de janeiro de 1967). «20 – Special Message to the Congress: Protecting Our Natural Heritage». Public Papers of the Presidents of the United States. Washington, D.C.: United States Government Publishing Office. Consultado em 8 de setembro de 2016. Arquivado do original em 12 de setembro de 2016  – via The American Presidency Project at University of California, Santa Barbara
- Popkin, Roy (1986). «Two 'Killer Smogs' the Headlines Missed» (PDF). EPA. EPA Journal. 12 (10): 27–29. Cópia arquivada (PDF) em 18 de maio de 2017 – via EPA.gov
- Thom, Gary C.; Ott, Wayne R. (dezembro de 1975). Air Pollution Indices: A Compendium and Assessment of Indices Used in the United States and Canada (PDF) (Relatório). Council on Environmental Quality (CEQ) and EPA. Cópia arquivada (PDF) em 16 de novembro de 2018 – via EPA.gov

#### Jornais e artigosonline
- Alden, Robert (26 de novembro de 1966). «1948 Donora Smog Killed 20; London Toll Was 4,000 in '52». The New York Times. (pede subscrição (ajuda))
- Anon. (6 de setembro de 1963). «East Coast Smog May Get Heavier». The New York Times. (pede subscrição (ajuda))
- Anon. (12 de agosto de 1966). «Our Air and Water Can Be Made Clean». Life. p. 4. Cópia arquivada em 6 de julho de 2019 – via Google Books
- Anon. (25 de novembro de 1966). «Air Pollution Poses Peril on Seaboard». The Desert Sun. United Press International. Cópia arquivada em 8 de setembro de 2017 – via The California Digital Newspaper Collection at the University of California, Riverside
- Anon. (25 de novembro de 1966). «Smog Here Nears Danger Point; Patients Warned». The New York Times. (pede subscrição (ajuda))
- Anon. (26 de novembro de 1966). «Rain Washes Down Smog Peril in N.Y.». Chicago Tribune. Cópia arquivada em 12 de setembro de 2016
- Anon. (26 de novembro de 1966). «Man in the News: City's Smog Measurer Moe Mordecai Braverman». The New York Times. (pede subscrição (ajuda))
- Anon. (28 de novembro de 1966). «Mayor Missed the Smog, But Bermuda Was Wet». The New York Times. (pede subscrição (ajuda))
- Anon. (10 de dezembro de 1966). «10% Here Suffered Effects of Smog, Private Study Finds». The New York Times. (pede subscrição (ajuda))
- Anon. (18 de dezembro de 1966). «4 States in Drive on Air Pollution». The New York Times. (pede subscrição (ajuda))
- Anon. (24 de abril de 1967). «City Buys System to Check on Air». The New York Times. (pede subscrição (ajuda))
- Anon. (19 de agosto de 1967). «Air Is Cleared in City as Polluted Mass Goes». The New York Times. (pede subscrição (ajuda))
- Anon. (15 de julho de 1968). «Rockefeller Urges Pollution Program». The New York Times. (pede subscrição (ajuda))
- Battan, Carrie (7 de maio de 2013). «Vampire Weekend». Pitchfork. Condé Nast. Cópia arquivada em 9 de setembro de 2016
- Bigart, Homer (26 de novembro de 1966). «Smog Emergency Called for City». The New York Times. (pede subscrição (ajuda))
- Bird, David (14 de setembro de 1967a). «Teller Backs New Smog Curbs As a Source of Broad Benefits». The New York Times. (pede subscrição (ajuda))
- Bird, David (10 de maio de 1967b). «Pollution Report Issues a Warning». The New York Times. (pede subscrição (ajuda))
- Bird, David (20 de junho de 1967c). «Kennedy Warns of Air Pollution 'Disaster'». The New York Times. (pede subscrição (ajuda))
- Bird, David (27 de outubro de 1967d). «November Smog Killed 168 Here». The New York Times. (pede subscrição (ajuda))
- Bird, David (1 de novembro de 1968). «City Begins Monitoring 3 Kinds of Air Pollutants». The New York Times. (pede subscrição (ajuda))
- Bird, David (31 de julho de 1970). «Pollution Alert Continues With Relaxation of Curbs». The New York Times. (pede subscrição (ajuda))
- Brody, Jane E. (26 de novembro de 1966). «Millions Plagued by Air Irritants». The New York Times. (pede subscrição (ajuda))
- Byrne, Michael (11 de abril de 2017). «Postcards from the American Dark Ages of Smog». Motherboard. Vice Media. Cópia arquivada em 3 de julho de 2018
- Cohen, Michelle (22 de março de 2017). «Remembering New York City's days of deadly smog». 6sqft. Cópia arquivada em 11 de abril de 2017
- Dwyer, Jim (28 de fevereiro de 2017). «Remembering a City Where the Smog Could Kill». The New York Times. Cópia arquivada em 16 de março de 2017
- Frankel, Max (31 de janeiro de 1967). «President Urges National Attack on Air Pollution». The New York Times. (pede subscrição (ajuda))
- Garfield, Bob; Gladstone, Brooke (10 de março de 2017). «How the Environment Got Political». On the Media. WNYC. Cópia arquivada em 12 de março de 2017. BROOKE GLADSTONE: In 1966, dozens in New York City died from oppressive smog over a single weekend, and other cities suffered too.
- Hale, Mike (14 de maio de 2012). «'Mad Men' Recap: What Are You Thankful For?». The New York Times. Cópia arquivada em 8 de setembro de 2015
- Iglauer, Edith (13 de abril de 1968). «The Ambient Air». The New Yorker. The New Yorker Magazine, Inc. (pede subscrição (ajuda))
- Johnson, Kirk (29 de setembro de 2002). «You Should Have Seen the Air in '53; After Sept. 11, Considering History's Lessons on Pollution». The New York Times. Cópia arquivada em 27 de maio de 2015
- Kaplan, Morris (27 de novembro de 1966). «Regional Agency Fights Pollution». The New York Times. (pede subscrição (ajuda))
- Kaufman, Alexander C. (9 de dezembro de 2015). «Smog-Choked Beijing Should Have Learned From New York's Mistakes». The Huffington Post. Cópia arquivada em 6 de janeiro de 2017
- Kihss, Peter (10 de maio de 1963). «Air Study Finds Pollution Here Worst in Nation». The New York Times. (pede subscrição (ajuda))
- Loory, Stuart H. (26 de novembro de 1966). «'Conspiracy' of Nature's Forces Is Blamed for Smog». The New York Times. (pede subscrição (ajuda))
- Lynch, Elizabeth M. (12 de janeiro de 2013). «Beijing Air Pollution – A Silver Lining on the Smog Cloud?». China Law & Policy. Cópia arquivada em 13 de fevereiro de 2014
- Millones, Peter; Schumach, Murray (4 de junho de 1969). «The Changing City: Tide of Pollution». The New York Times. (pede subscrição (ajuda))
- Palmer, Brian (16 de fevereiro de 2017). «Here's What America Would Look Like Without the EPA». Ecowatch. Natural Resources Defense Council. p. 1. Cópia arquivada em 16 de fevereiro de 2017
- Reed, Roy (22 de novembro de 1967). «President Signs Air Quality Act». The New York Times. (pede subscrição (ajuda))
- Reeves, Richard (26 de novembro de 1966). «Emergency Antipollution Techniques Used in Alert». The New York Times. (pede subscrição (ajuda))
- Reeves, Richard (29 de novembro de 1966). «Hospitals Report Public Unharmed By 3 Days of Smog». The New York Times. (pede subscrição (ajuda))
- Schumach, Murray (27 de novembro de 1966). «Smog Swept Away By Cool Air Mass; Emergency Ended». The New York Times. (pede subscrição (ajuda))
- Sibley, John (28 de novembro de 1966). «New Smog Plans Sought for City». The New York Times. (pede subscrição (ajuda))
- Spector, Dina (17 de janeiro de 2013). «This Old Picture Of Manhattan Smog Looks Just Like Beijing Today». Business Insider. Cópia arquivada em 30 de dezembro de 2015
- Sullivan, Ronald (16 de junho de 1967). «Hughes Signs Bill Including Jersey in Clean-Air Pact». The New York Times. (pede subscrição (ajuda))
- Sullivan, Walter (27 de novembro de 1966). «The Whys of Smog Sulfur Problem». The New York Times. (pede subscrição (ajuda))
- Szabo, Liz (10 de fevereiro de 2016). «China issues first-ever red alert on air pollution». USA Today. Cópia arquivada em 10 de fevereiro de 2016
- VanDerWeff, Todd (14 de maio de 2012). «Mad Men: 'Dark Shadows'». The A.V. Club. Cópia arquivada em 28 de janeiro de 2016
- Weart, Spencer R. (fevereiro de 2014). «The Discovery of Global Warming: The Public and Climate Change». American Institute of Physics. Cópia arquivada em 30 de julho de 2016
- Yglesias, Matthew (17 de janeiro de 2013). «There's Nothing New About Smog and Industrialization». Slate. Cópia arquivada em 4 de janeiro de 2016